# سباق أوملوب هيت نيوسبلاد للسيدات 2025
سباق أوملوب هيت نيوسبلاد للسيدات 2025 (بالفرنسية: Circuit Het Nieuwsblad féminin 2025) هو سباق دراجات هوائية، وهو الموسم العشرين من سباق أوملوب هيت نيوسبلاد للسيدات ‏، وأقيم في 1 مارس 2025.
فاز بالمركز الأول Lotte  Claes ‏، وحلَّ في المركز الثاني Aurela Nerlo ‏، بينما جاء ديمي فوليرينغ في المركز الثالث.

## الفرق
| فرق سيدات عالمية (15)- إس دي وركس ‏ - كانيون–إس آر إيه إم ‏ - FDJ–Suez ‏ - إن إكس تي جي ريسينغ ‏ - Ceratizit Pro Cycling ‏ - بلانتور بورا سيلينج تيم ‏ - رالي سايكلنج ‏ - Lidl–Trek (women's team) ‏ - Liv AlUla Jayco ‏ - موفيستار للسيدات ‏ - فريق سنويب للسيدات ‏ - فريق كوجياس ميتلر لوك برو للدراجات ‏ - جامبو فيسما للسيدات ‏ - يو أي أيه تيم 2025 ‏ - فريق أونو إكس برو للدراجات للسيدات ‏ فرق سيدات احترافية (6)- EF Education–Oatly ‏ - باركهوتل فالكنبورغ ‏ - اركيا للسيدات ‏ - Cofidis Women Team ‏ - St. Michel–Preference Home–Auber93 (women's team) ‏ - شارينت ماريتايم سيلينج للسيدات ‏ فرق دراجات قارية سيدات (3)- بيبينك ‏ - DD Group Pro Cycling‏ - لوتو بيليسول للسيدات ‏ |  |
| |  |

## المشاركون
| إس دي وركس ‏ SDW | إس دي وركس ‏ SDW     | إس دي وركس ‏ SDW |
| --------------- | ------------------- | --------------- |
| م               | عداء                | مرتبة           |
| 1               | لورينا ويبيس (طريق) | 5               |
| 2               | Mischa Bredewold ‏   | 39              |
| 3               | إيلينا سيتشيني      | 88              |
| 4               | باربرا جوارشي       | 118             |
| 5               | Marta Lach ‏         | 107             |
| 6               | فيمكا ماركوس        | 55              |

| كانيون–إس آر إيه إم ‏ CSZ | كانيون–إس آر إيه إم ‏ CSZ | كانيون–إس آر إيه إم ‏ CSZ |
| ------------------------ | ------------------------ | ------------------------ |
| م                        | عداء                     | مرتبة                    |
| 11                       | كاتارزينا نيفيادوما      | 37                       |
| 12                       | كيارا كونسوني            | 63                       |
| 13                       | تيفاني كرومويل           | 64                       |
| 14                       | ثريا بالادين             | 42                       |
| 15                       | Alice Towers ‏            | 33                       |
| 16                       | Maike van der Duin ‏      | 11                       |

| FDJ–Suez ‏ TFS | FDJ–Suez ‏ TFS       | FDJ–Suez ‏ TFS |
| ------------- | ------------------- | ------------- |
| م             | عداء                | مرتبة         |
| 21            | ديمي فوليرينغ       | 3             |
| 22            | Loes Adegeest ‏      | 50            |
| 23            | Elise Chabbey ‏      | 29            |
| 24            | Vittoria Guazzini ‏  | لم يبدأ       |
| 25            | Amber Kraak ‏        | 67            |
| 26            | جولييت لابوس (طريق) | 21            |

| إن إكس تي جي ريسينغ ‏ AGS | إن إكس تي جي ريسينغ ‏ AGS | إن إكس تي جي ريسينغ ‏ AGS |
| ------------------------ | ------------------------ | ------------------------ |
| م                        | عداء                     | مرتبة                    |
| 31                       | Fauve Bastiaenssen ‏      | لم يكمل السباق           |
| 32                       | Anya Louw ‏               | 117                      |
| 33                       | Gaia Masetti ‏            | 56                       |
| 34                       | Alexandra Manly ‏         | 47                       |
| 35                       | Ilse Pluimers ‏           | 9                        |
| 36                       | غلاديس فيرهلست ‏          | 49                       |

| Ceratizit Pro Cycling ‏ CTC | Ceratizit Pro Cycling ‏ CTC | Ceratizit Pro Cycling ‏ CTC |
| -------------------------- | -------------------------- | -------------------------- |
| م                          | عداء                       | مرتبة                      |
| 41                         | فرانزيسكا بروس             | 97                         |
| 42                         | Mylène de Zoete ‏           | 96                         |
| 43                         | Fariba Hashimi ‏            | لم يكمل السباق             |
| 44                         | Daniek Hengeveld ‏          | 19                         |
| 45                         | Célia Le Mouel ‏            | 102                        |
| 46                         | Dilyxine Miermont ‏         | 77                         |

| بلانتور بورا سيلينج تيم ‏ FDC | بلانتور بورا سيلينج تيم ‏ FDC | بلانتور بورا سيلينج تيم ‏ FDC |
| ---------------------------- | ---------------------------- | ---------------------------- |
| م                            | عداء                         | مرتبة                        |
| 51                           | Puck Pieterse ‏               | 4                            |
| 52                           | Evy Kuijpers ‏                | 101                          |
| 53                           | Flora Perkins ‏               | 28                           |
| 54                           | Carina Schrempf ‏             | 26                           |
| 55                           | Christina Schweinberger ‏     | 13                           |
| 56                           | Marthe Truyen ‏               | 58                           |

| رالي سايكلنج ‏ HPH | رالي سايكلنج ‏ HPH      | رالي سايكلنج ‏ HPH |
| ----------------- | ---------------------- | ----------------- |
| م                 | عداء                   | مرتبة             |
| 61                | ثاليتا دي جونج         | 12                |
| 62                | Maggie Coles-Lyster ‏   | لم يكمل السباق    |
| 63                | روث ويندر              | 54                |
| 64                | رومي كاسبر             | 71                |
| 65                | Kathrin Schweinberger ‏ | لم يكمل السباق    |
| 66                | ليلي وليامز            | 24                |

| Lidl–Trek (women's team) ‏ LTK | Lidl–Trek (women's team) ‏ LTK | Lidl–Trek (women's team) ‏ LTK |
| ----------------------------- | ----------------------------- | ----------------------------- |
| م                             | عداء                          | مرتبة                         |
| 71                            | إليسا بالسامو                 | 31                            |
| 72                            | Clara Copponi ‏                | 8                             |
| 73                            | Lauretta Hanson ‏              | 45                            |
| 74                            | Ilaria Sanguineti ‏            | 116                           |
| 75                            | Emma Cecilie Norsgaard Bjerg  | لم يكمل السباق                |
| 76                            | Ellen van Dijk                | 30                            |

| Liv AlUla Jayco ‏ LIV | Liv AlUla Jayco ‏ LIV | Liv AlUla Jayco ‏ LIV |
| -------------------- | -------------------- | -------------------- |
| م                    | عداء                 | مرتبة                |
| 81                   | ليتيزيا باتيرنوستر   | 60                   |
| 82                   | جورجيا بيكر          | 82                   |
| 83                   | Jeanne Korevaar ‏     | 59                   |
| 84                   | Amber Pate ‏          | 32                   |
| 85                   | Ruby Roseman-Gannon ‏ | 15                   |
| 86                   | Quinty Ton ‏          | 41                   |

| موفيستار للسيدات ‏ MOV | موفيستار للسيدات ‏ MOV         | موفيستار للسيدات ‏ MOV |
| --------------------- | ----------------------------- | --------------------- |
| م                     | عداء                          | مرتبة                 |
| 91                    | مارلين رويسر                  | 40                    |
| 92                    | Jelena Erić (cyclist) ‏ (طريق) | 89                    |
| 93                    | شيلا جوتيريز                  | 121                   |
| 94                    | ليان ليبرت                    | 36                    |
| 95                    | Ana Vitória Magalhães ‏        | 65                    |
| 96                    | Carys Lloyd ‏                  | لم يكمل السباق        |

| فريق كوجياس ميتلر لوك برو للدراجات ‏ CGS | فريق كوجياس ميتلر لوك برو للدراجات ‏ CGS | فريق كوجياس ميتلر لوك برو للدراجات ‏ CGS |
| --------------------------------------- | --------------------------------------- | --------------------------------------- |
| م                                       | عداء                                    | مرتبة                                   |
| 101                                     | Giulia Giuliani‏                         | 110                                     |
| 102                                     | Mia Griffin ‏                            | 81                                      |
| 103                                     | إيلينا بيروني                           | 44                                      |
| 104                                     | Kaja Rysz ‏                              | 76                                      |
| 105                                     | Sylvie Swinkels ‏                        | لم يكمل السباق                          |
| 106                                     | Giorgia Vettorello ‏                     | لم يكمل السباق                          |

| فريق سنويب للسيدات ‏ TPP | فريق سنويب للسيدات ‏ TPP | فريق سنويب للسيدات ‏ TPP |
| ----------------------- | ----------------------- | ----------------------- |
| م                       | عداء                    | مرتبة                   |
| 111                     | فايفر جورجي (طريق)      | 7                       |
| 112                     | Francesca Barale ‏       | 35                      |
| 113                     | Megan Jastrab ‏          | لم يكمل السباق          |
| 114                     | فرانشيسكا كوش ‏ (طريق)   | 22                      |
| 115                     | NED                     | لم يكمل السباق          |
| 116                     | Mara Roldan ‏            | 91                      |

| جامبو فيسما للسيدات ‏ TVL | جامبو فيسما للسيدات ‏ TVL | جامبو فيسما للسيدات ‏ TVL |
| ------------------------ | ------------------------ | ------------------------ |
| م                        | عداء                     | مرتبة                    |
| 121                      | كارلين آختيريكته         | 61                       |
| 122                      | Femke de Vries ‏          | 62                       |
| 123                      | Eva van Agt ‏             | 25                       |
| 124                      | Nienke Veenhoven ‏        | 66                       |
| 125                      | Margaux Vigié ‏           | 34                       |
| 126                      | NED                      | 57                       |

| يو أي أيه تيم ‏ UAD | يو أي أيه تيم ‏ UAD   | يو أي أيه تيم ‏ UAD |
| ------------------ | -------------------- | ------------------ |
| م                  | عداء                 | مرتبة              |
| 131                | Silvia Persico ‏      | 14                 |
| 132                | ألينا أمياليوسيك     | 38                 |
| 133                | Elynor Bäckstedt ‏    | 115                |
| 134                | صوفيا بيرتيزولو      | 79                 |
| 135                | Eleonora Gasparrini ‏ | 6                  |
| 136                | Lara Gillespie ‏      | 114                |

| فريق أونو إكس برو للدراجات للسيدات ‏ UXM | فريق أونو إكس برو للدراجات للسيدات ‏ UXM | فريق أونو إكس برو للدراجات للسيدات ‏ UXM |
| --------------------------------------- | --------------------------------------- | --------------------------------------- |
| م                                       | عداء                                    | مرتبة                                   |
| 141                                     | سوزان أندرسن                            | 84                                      |
| 142                                     | Teuntje Beekhuis ‏                       | 112                                     |
| 143                                     | ماريا جوليا كونفالونيري                 | 16                                      |
| 144                                     | Marte Berg Edseth ‏                      | 23                                      |
| 145                                     | Ingvild Gåskjenn ‏                       | 20                                      |
| 146                                     | Linda Zanetti ‏                          | 52                                      |

| EF Education–Oatly ‏ EFC | EF Education–Oatly ‏ EFC | EF Education–Oatly ‏ EFC |
| ----------------------- | ----------------------- | ----------------------- |
| م                       | عداء                    | مرتبة                   |
| 151                     | Nina Berton ‏            | 53                      |
| 152                     | Letizia Borghesi ‏       | 18                      |
| 153                     | Veronica Ewers ‏         | 75                      |
| 154                     | نينا كيسلر              | 46                      |
| 155                     | سارة روي                | 27                      |
| 156                     | NED                     | 70                      |

| باركهوتل فالكنبورغ ‏ VWT | باركهوتل فالكنبورغ ‏ VWT | باركهوتل فالكنبورغ ‏ VWT |
| ----------------------- | ----------------------- | ----------------------- |
| م                       | عداء                    | مرتبة                   |
| 161                     | Valerie Demey ‏          | 86                      |
| 162                     | Eline Jansen (cyclist) ‏ | 17                      |
| 163                     | NED                     | 83                      |
| 164                     | NED                     | 74                      |
| 165                     | Lonneke Uneken ‏         | 111                     |
| 166                     | Margot Vanpachtenbeke ‏  | 10                      |

| اركيا للسيدات ‏ ARK | اركيا للسيدات ‏ ARK       | اركيا للسيدات ‏ ARK |
| ------------------ | ------------------------ | ------------------ |
| م                  | عداء                     | مرتبة              |
| 171                | Lotte Claes ‏             | 1                  |
| 172                | Maaike Coljé ‏            | 100                |
| 173                | ميشيلا دراموند           | لم يكمل السباق     |
| 174                | إميليا فهلين             | 119                |
| 175                | Maurène Trégouët ‏        | 73                 |
| 176                | Marjolein van 't Geloof ‏ | 78                 |

| Cofidis Women Team ‏ COF | Cofidis Women Team ‏ COF | Cofidis Women Team ‏ COF |
| ----------------------- | ----------------------- | ----------------------- |
| م                       | عداء                    | مرتبة                   |
| 181                     | يوجينة بوجاك            | 120                     |
| 182                     | Julie Bego ‏             | 80                      |
| 183                     | Victoire Berteau ‏       | 85                      |
| 184                     | أمالي ديديريكسن         | 108                     |
| 185                     | فالنتاين فورتين         | 51                      |
| 186                     | Nadia Quagliotto ‏       | 87                      |

| St. Michel–Preference Home–Auber93 (women's team) ‏ AUB | St. Michel–Preference Home–Auber93 (women's team) ‏ AUB | St. Michel–Preference Home–Auber93 (women's team) ‏ AUB |
| ------------------------------------------------------ | ------------------------------------------------------ | ------------------------------------------------------ |
| م                                                      | عداء                                                   | مرتبة                                                  |
| 191                                                    | Alison Avoine ‏                                         | 109                                                    |
| 192                                                    | Lucie Fityus‏                                           | 94                                                     |
| 193                                                    | أليسيا غونزاليس بلانكو                                 | لم يكمل السباق                                         |
| 194                                                    | Adele Normand‏                                          | لم يكمل السباق                                         |
| 195                                                    | Elyne Roussel ‏                                         | 98                                                     |
| 196                                                    | FRA                                                    | 105                                                    |

| شارينت ماريتايم سيلينج للسيدات ‏ WOS | شارينت ماريتايم سيلينج للسيدات ‏ WOS | شارينت ماريتايم سيلينج للسيدات ‏ WOS |
| ----------------------------------- | ----------------------------------- | ----------------------------------- |
| م                                   | عداء                                | مرتبة                               |
| 201                                 | Marie-Morgane Le Deunff ‏            | 68                                  |
| 202                                 | Kiara Lylyk‏                         | 93                                  |
| 203                                 | (طريق)                              | لم يكمل السباق                      |
| 204                                 | Aurela Nerlo ‏                       | 2                                   |
| 205                                 | CAN                                 | لم يكمل السباق                      |
| 206                                 | Constance Valentin‏                  | 92                                  |

| بيبينك ‏ BPK | بيبينك ‏ BPK            | بيبينك ‏ BPK    |
| ----------- | ---------------------- | -------------- |
| م           | عداء                   | مرتبة          |
| 211         | Andrea Casagranda ‏     | 106            |
| 212         | Beatrice Caudera‏       | 113            |
| 213         | Vittoria Grassi‏        | لم يكمل السباق |
| 214         | Nora Jenčušová ‏ (طريق) | 103            |
| 215         | GER                    | 99             |
| 216         | Irene Cagnazzo‏         | لم يكمل السباق |

| DD Group Pro Cycling‏ DDG | DD Group Pro Cycling‏ DDG | DD Group Pro Cycling‏ DDG |
| ------------------------ | ------------------------ | ------------------------ |
| م                        | عداء                     | مرتبة                    |
| 221                      | Britt de Grave‏           | 104                      |
| 222                      | Cleo Kiekens ‏            | لم يكمل السباق           |
| 223                      | Julie Stockman‏           | 72                       |
| 224                      | Yonna Van Dam‏            | 90                       |
| 225                      | Vera Tieleman‏            | 95                       |
| 226                      | Jony van den Eijnden‏     | لم يكمل السباق           |

| لوتو بيليسول للسيدات ‏ LOL | لوتو بيليسول للسيدات ‏ LOL | لوتو بيليسول للسيدات ‏ LOL |
| ------------------------- | ------------------------- | ------------------------- |
| م                         | عداء                      | مرتبة                     |
| 231                       | IRL                       | لم يكمل السباق            |
| 232                       | Katrijn De Clercq ‏        | 69                        |
| 233                       | Mieke Docx ‏               | 43                        |
| 234                       | BEL                       | لم يكمل السباق            |
| 235                       | Anna van Wersch ‏          | 48                        |
| 236                       | Lani Wittevrongel ‏        | لم يكمل السباق            |

| إس دي وركس ‏ SDW | إس دي وركس ‏ SDW     | إس دي وركس ‏ SDW |
| --------------- | ------------------- | --------------- |
| م               | عداء                | مرتبة           |
| 1               | لورينا ويبيس (طريق) | 5               |
| 2               | Mischa Bredewold ‏   | 39              |
| 3               | إيلينا سيتشيني      | 88              |
| 4               | باربرا جوارشي       | 118             |
| 5               | Marta Lach ‏         | 107             |
| 6               | فيمكا ماركوس        | 55              |

| كانيون–إس آر إيه إم ‏ CSZ | كانيون–إس آر إيه إم ‏ CSZ | كانيون–إس آر إيه إم ‏ CSZ |
| ------------------------ | ------------------------ | ------------------------ |
| م                        | عداء                     | مرتبة                    |
| 11                       | كاتارزينا نيفيادوما      | 37                       |
| 12                       | كيارا كونسوني            | 63                       |
| 13                       | تيفاني كرومويل           | 64                       |
| 14                       | ثريا بالادين             | 42                       |
| 15                       | Alice Towers ‏            | 33                       |
| 16                       | Maike van der Duin ‏      | 11                       |

| FDJ–Suez ‏ TFS | FDJ–Suez ‏ TFS       | FDJ–Suez ‏ TFS |
| ------------- | ------------------- | ------------- |
| م             | عداء                | مرتبة         |
| 21            | ديمي فوليرينغ       | 3             |
| 22            | Loes Adegeest ‏      | 50            |
| 23            | Elise Chabbey ‏      | 29            |
| 24            | Vittoria Guazzini ‏  | لم يبدأ       |
| 25            | Amber Kraak ‏        | 67            |
| 26            | جولييت لابوس (طريق) | 21            |

| إن إكس تي جي ريسينغ ‏ AGS | إن إكس تي جي ريسينغ ‏ AGS | إن إكس تي جي ريسينغ ‏ AGS |
| ------------------------ | ------------------------ | ------------------------ |
| م                        | عداء                     | مرتبة                    |
| 31                       | Fauve Bastiaenssen ‏      | لم يكمل السباق           |
| 32                       | Anya Louw ‏               | 117                      |
| 33                       | Gaia Masetti ‏            | 56                       |
| 34                       | Alexandra Manly ‏         | 47                       |
| 35                       | Ilse Pluimers ‏           | 9                        |
| 36                       | غلاديس فيرهلست ‏          | 49                       |

| Ceratizit Pro Cycling ‏ CTC | Ceratizit Pro Cycling ‏ CTC | Ceratizit Pro Cycling ‏ CTC |
| -------------------------- | -------------------------- | -------------------------- |
| م                          | عداء                       | مرتبة                      |
| 41                         | فرانزيسكا بروس             | 97                         |
| 42                         | Mylène de Zoete ‏           | 96                         |
| 43                         | Fariba Hashimi ‏            | لم يكمل السباق             |
| 44                         | Daniek Hengeveld ‏          | 19                         |
| 45                         | Célia Le Mouel ‏            | 102                        |
| 46                         | Dilyxine Miermont ‏         | 77                         |

| بلانتور بورا سيلينج تيم ‏ FDC | بلانتور بورا سيلينج تيم ‏ FDC | بلانتور بورا سيلينج تيم ‏ FDC |
| ---------------------------- | ---------------------------- | ---------------------------- |
| م                            | عداء                         | مرتبة                        |
| 51                           | Puck Pieterse ‏               | 4                            |
| 52                           | Evy Kuijpers ‏                | 101                          |
| 53                           | Flora Perkins ‏               | 28                           |
| 54                           | Carina Schrempf ‏             | 26                           |
| 55                           | Christina Schweinberger ‏     | 13                           |
| 56                           | Marthe Truyen ‏               | 58                           |

| رالي سايكلنج ‏ HPH | رالي سايكلنج ‏ HPH      | رالي سايكلنج ‏ HPH |
| ----------------- | ---------------------- | ----------------- |
| م                 | عداء                   | مرتبة             |
| 61                | ثاليتا دي جونج         | 12                |
| 62                | Maggie Coles-Lyster ‏   | لم يكمل السباق    |
| 63                | روث ويندر              | 54                |
| 64                | رومي كاسبر             | 71                |
| 65                | Kathrin Schweinberger ‏ | لم يكمل السباق    |
| 66                | ليلي وليامز            | 24                |

| Lidl–Trek (women's team) ‏ LTK | Lidl–Trek (women's team) ‏ LTK | Lidl–Trek (women's team) ‏ LTK |
| ----------------------------- | ----------------------------- | ----------------------------- |
| م                             | عداء                          | مرتبة                         |
| 71                            | إليسا بالسامو                 | 31                            |
| 72                            | Clara Copponi ‏                | 8                             |
| 73                            | Lauretta Hanson ‏              | 45                            |
| 74                            | Ilaria Sanguineti ‏            | 116                           |
| 75                            | Emma Cecilie Norsgaard Bjerg  | لم يكمل السباق                |
| 76                            | Ellen van Dijk                | 30                            |

| Liv AlUla Jayco ‏ LIV | Liv AlUla Jayco ‏ LIV | Liv AlUla Jayco ‏ LIV |
| -------------------- | -------------------- | -------------------- |
| م                    | عداء                 | مرتبة                |
| 81                   | ليتيزيا باتيرنوستر   | 60                   |
| 82                   | جورجيا بيكر          | 82                   |
| 83                   | Jeanne Korevaar ‏     | 59                   |
| 84                   | Amber Pate ‏          | 32                   |
| 85                   | Ruby Roseman-Gannon ‏ | 15                   |
| 86                   | Quinty Ton ‏          | 41                   |

| موفيستار للسيدات ‏ MOV | موفيستار للسيدات ‏ MOV         | موفيستار للسيدات ‏ MOV |
| --------------------- | ----------------------------- | --------------------- |
| م                     | عداء                          | مرتبة                 |
| 91                    | مارلين رويسر                  | 40                    |
| 92                    | Jelena Erić (cyclist) ‏ (طريق) | 89                    |
| 93                    | شيلا جوتيريز                  | 121                   |
| 94                    | ليان ليبرت                    | 36                    |
| 95                    | Ana Vitória Magalhães ‏        | 65                    |
| 96                    | Carys Lloyd ‏                  | لم يكمل السباق        |

| فريق كوجياس ميتلر لوك برو للدراجات ‏ CGS | فريق كوجياس ميتلر لوك برو للدراجات ‏ CGS | فريق كوجياس ميتلر لوك برو للدراجات ‏ CGS |
| --------------------------------------- | --------------------------------------- | --------------------------------------- |
| م                                       | عداء                                    | مرتبة                                   |
| 101                                     | Giulia Giuliani‏                         | 110                                     |
| 102                                     | Mia Griffin ‏                            | 81                                      |
| 103                                     | إيلينا بيروني                           | 44                                      |
| 104                                     | Kaja Rysz ‏                              | 76                                      |
| 105                                     | Sylvie Swinkels ‏                        | لم يكمل السباق                          |
| 106                                     | Giorgia Vettorello ‏                     | لم يكمل السباق                          |

| فريق سنويب للسيدات ‏ TPP | فريق سنويب للسيدات ‏ TPP | فريق سنويب للسيدات ‏ TPP |
| ----------------------- | ----------------------- | ----------------------- |
| م                       | عداء                    | مرتبة                   |
| 111                     | فايفر جورجي (طريق)      | 7                       |
| 112                     | Francesca Barale ‏       | 35                      |
| 113                     | Megan Jastrab ‏          | لم يكمل السباق          |
| 114                     | فرانشيسكا كوش ‏ (طريق)   | 22                      |
| 115                     | NED                     | لم يكمل السباق          |
| 116                     | Mara Roldan ‏            | 91                      |

| جامبو فيسما للسيدات ‏ TVL | جامبو فيسما للسيدات ‏ TVL | جامبو فيسما للسيدات ‏ TVL |
| ------------------------ | ------------------------ | ------------------------ |
| م                        | عداء                     | مرتبة                    |
| 121                      | كارلين آختيريكته         | 61                       |
| 122                      | Femke de Vries ‏          | 62                       |
| 123                      | Eva van Agt ‏             | 25                       |
| 124                      | Nienke Veenhoven ‏        | 66                       |
| 125                      | Margaux Vigié ‏           | 34                       |
| 126                      | NED                      | 57                       |

| يو أي أيه تيم ‏ UAD | يو أي أيه تيم ‏ UAD   | يو أي أيه تيم ‏ UAD |
| ------------------ | -------------------- | ------------------ |
| م                  | عداء                 | مرتبة              |
| 131                | Silvia Persico ‏      | 14                 |
| 132                | ألينا أمياليوسيك     | 38                 |
| 133                | Elynor Bäckstedt ‏    | 115                |
| 134                | صوفيا بيرتيزولو      | 79                 |
| 135                | Eleonora Gasparrini ‏ | 6                  |
| 136                | Lara Gillespie ‏      | 114                |

| فريق أونو إكس برو للدراجات للسيدات ‏ UXM | فريق أونو إكس برو للدراجات للسيدات ‏ UXM | فريق أونو إكس برو للدراجات للسيدات ‏ UXM |
| --------------------------------------- | --------------------------------------- | --------------------------------------- |
| م                                       | عداء                                    | مرتبة                                   |
| 141                                     | سوزان أندرسن                            | 84                                      |
| 142                                     | Teuntje Beekhuis ‏                       | 112                                     |
| 143                                     | ماريا جوليا كونفالونيري                 | 16                                      |
| 144                                     | Marte Berg Edseth ‏                      | 23                                      |
| 145                                     | Ingvild Gåskjenn ‏                       | 20                                      |
| 146                                     | Linda Zanetti ‏                          | 52                                      |

| EF Education–Oatly ‏ EFC | EF Education–Oatly ‏ EFC | EF Education–Oatly ‏ EFC |
| ----------------------- | ----------------------- | ----------------------- |
| م                       | عداء                    | مرتبة                   |
| 151                     | Nina Berton ‏            | 53                      |
| 152                     | Letizia Borghesi ‏       | 18                      |
| 153                     | Veronica Ewers ‏         | 75                      |
| 154                     | نينا كيسلر              | 46                      |
| 155                     | سارة روي                | 27                      |
| 156                     | NED                     | 70                      |

| باركهوتل فالكنبورغ ‏ VWT | باركهوتل فالكنبورغ ‏ VWT | باركهوتل فالكنبورغ ‏ VWT |
| ----------------------- | ----------------------- | ----------------------- |
| م                       | عداء                    | مرتبة                   |
| 161                     | Valerie Demey ‏          | 86                      |
| 162                     | Eline Jansen (cyclist) ‏ | 17                      |
| 163                     | NED                     | 83                      |
| 164                     | NED                     | 74                      |
| 165                     | Lonneke Uneken ‏         | 111                     |
| 166                     | Margot Vanpachtenbeke ‏  | 10                      |

| اركيا للسيدات ‏ ARK | اركيا للسيدات ‏ ARK       | اركيا للسيدات ‏ ARK |
| ------------------ | ------------------------ | ------------------ |
| م                  | عداء                     | مرتبة              |
| 171                | Lotte Claes ‏             | 1                  |
| 172                | Maaike Coljé ‏            | 100                |
| 173                | ميشيلا دراموند           | لم يكمل السباق     |
| 174                | إميليا فهلين             | 119                |
| 175                | Maurène Trégouët ‏        | 73                 |
| 176                | Marjolein van 't Geloof ‏ | 78                 |

| Cofidis Women Team ‏ COF | Cofidis Women Team ‏ COF | Cofidis Women Team ‏ COF |
| ----------------------- | ----------------------- | ----------------------- |
| م                       | عداء                    | مرتبة                   |
| 181                     | يوجينة بوجاك            | 120                     |
| 182                     | Julie Bego ‏             | 80                      |
| 183                     | Victoire Berteau ‏       | 85                      |
| 184                     | أمالي ديديريكسن         | 108                     |
| 185                     | فالنتاين فورتين         | 51                      |
| 186                     | Nadia Quagliotto ‏       | 87                      |

| St. Michel–Preference Home–Auber93 (women's team) ‏ AUB | St. Michel–Preference Home–Auber93 (women's team) ‏ AUB | St. Michel–Preference Home–Auber93 (women's team) ‏ AUB |
| ------------------------------------------------------ | ------------------------------------------------------ | ------------------------------------------------------ |
| م                                                      | عداء                                                   | مرتبة                                                  |
| 191                                                    | Alison Avoine ‏                                         | 109                                                    |
| 192                                                    | Lucie Fityus‏                                           | 94                                                     |
| 193                                                    | أليسيا غونزاليس بلانكو                                 | لم يكمل السباق                                         |
| 194                                                    | Adele Normand‏                                          | لم يكمل السباق                                         |
| 195                                                    | Elyne Roussel ‏                                         | 98                                                     |
| 196                                                    | FRA                                                    | 105                                                    |

| شارينت ماريتايم سيلينج للسيدات ‏ WOS | شارينت ماريتايم سيلينج للسيدات ‏ WOS | شارينت ماريتايم سيلينج للسيدات ‏ WOS |
| ----------------------------------- | ----------------------------------- | ----------------------------------- |
| م                                   | عداء                                | مرتبة                               |
| 201                                 | Marie-Morgane Le Deunff ‏            | 68                                  |
| 202                                 | Kiara Lylyk‏                         | 93                                  |
| 203                                 | (طريق)                              | لم يكمل السباق                      |
| 204                                 | Aurela Nerlo ‏                       | 2                                   |
| 205                                 | CAN                                 | لم يكمل السباق                      |
| 206                                 | Constance Valentin‏                  | 92                                  |

| بيبينك ‏ BPK | بيبينك ‏ BPK            | بيبينك ‏ BPK    |
| ----------- | ---------------------- | -------------- |
| م           | عداء                   | مرتبة          |
| 211         | Andrea Casagranda ‏     | 106            |
| 212         | Beatrice Caudera‏       | 113            |
| 213         | Vittoria Grassi‏        | لم يكمل السباق |
| 214         | Nora Jenčušová ‏ (طريق) | 103            |
| 215         | GER                    | 99             |
| 216         | Irene Cagnazzo‏         | لم يكمل السباق |

| DD Group Pro Cycling‏ DDG | DD Group Pro Cycling‏ DDG | DD Group Pro Cycling‏ DDG |
| ------------------------ | ------------------------ | ------------------------ |
| م                        | عداء                     | مرتبة                    |
| 221                      | Britt de Grave‏           | 104                      |
| 222                      | Cleo Kiekens ‏            | لم يكمل السباق           |
| 223                      | Julie Stockman‏           | 72                       |
| 224                      | Yonna Van Dam‏            | 90                       |
| 225                      | Vera Tieleman‏            | 95                       |
| 226                      | Jony van den Eijnden‏     | لم يكمل السباق           |

| لوتو بيليسول للسيدات ‏ LOL | لوتو بيليسول للسيدات ‏ LOL | لوتو بيليسول للسيدات ‏ LOL |
| ------------------------- | ------------------------- | ------------------------- |
| م                         | عداء                      | مرتبة                     |
| 231                       | IRL                       | لم يكمل السباق            |
| 232                       | Katrijn De Clercq ‏        | 69                        |
| 233                       | Mieke Docx ‏               | 43                        |
| 234                       | BEL                       | لم يكمل السباق            |
| 235                       | Anna van Wersch ‏          | 48                        |
| 236                       | Lani Wittevrongel ‏        | لم يكمل السباق            |

## التصنيف العام النهائي
| التصنيف العام         | التصنيف العام          | التصنيف العام                   | التصنيف العام | التصنيف العام |
| المتسابقة             | المتسابقة              | الفريق                          | الوقت         |               |
| --------------------- | ---------------------- | ------------------------------- | ------------- | ------------- |
| 1                     | Lotte Claes ‏           | اركيا للسيدات ‏                  | 3 س 39 د 43 ث |               |
| 2                     | Aurela Nerlo ‏          | شارينت ماريتايم سيلينج للسيدات ‏ | + 0 ث         |               |
| 3                     | ديمي فوليرينغ          | FDJ–Suez ‏                       | + 3 د 25 ث    |               |
| 4                     | Puck Pieterse ‏         | بلانتور بورا سيلينج تيم ‏        | + 3 د 25 ث    |               |
| 5                     | لورينا ويبيس           | إس دي وركس ‏                     | + 3 د 35 ث    |               |
| 6                     | Eleonora Gasparrini ‏   | يو أي أيه تيم ‏                  | + 3 د 35 ث    |               |
| 7                     | فايفر جورجي            | فريق سنويب للسيدات ‏             | + 3 د 35 ث    |               |
| 8                     | Clara Copponi ‏         | Lidl–Trek (women's team) ‏       | + 3 د 35 ث    |               |
| 9                     | Ilse Pluimers ‏         | إن إكس تي جي ريسينغ ‏            | + 3 د 35 ث    |               |
| 10                    | Margot Vanpachtenbeke ‏ | باركهوتل فالكنبورغ ‏             | + 3 د 35 ث    |               |
|                       |                        |                                 |               |               |
| مصدر: ProCyclingStats |                        |                                 |               |               |

## وصلات خارجية
- لمحة عن سباق سباق أوملوب هيت نيوسبلاد للسيدات 2025 على موقع  ProCyclingStats   (برو  سايكلنج  ستاتس) - إحصاءات  محترفي  الدراجات.

- سباق أوملوب هيت نيوسبلاد للسيدات 2025 على موقع إحصائيات الدراجات الإحترافية (الإنجليزية)